# Alonso Martínez (metropolitana di Madrid)
Alonso Martínez è una stazione delle linee 4, 5 e 10 della metropolitana di Madrid.
Si trova sotto alla piazza omonima, tra i distretti Centro e Chamberí.

## Storia
La stazione Alonso Martínez fu inaugurata nel 1944, in conseguenza all'apertura della linea 4 tra le stazioni di Argüelles e di Goya.
I binari della linea 5 furono aperti al pubblico nel 1970. Si trovano a maggiore profondità rispetto a quelli della linea 4 e si arriva dal vestibolo centrale tramite un lungo tratto di scale mobili.
Nel 1981 furono inaugurati i binari della linea 10 e sono quelli più in profondità. All'interno della stazione si trovano anche alcuni locali commerciali.
Tra il 2000 e il 2002 si procedette ad alcuni interventi nella stazione della linea 10 e le banchine furono ampliate da 90 a 115 m.
Attualmente è in progetto la costruzione di una stazione della rete di treni della rete Cercanías; il tunnel è già pronto e funzionante ma la stazione non sarà pronta prima del 2015.

## Accessi
Ingresso Santa Bárbara
- Santa Bárbara: Plaza de Santa Bárbara, 5
- Génova, pari: Calle de Génova, 2 (angolo con Plaza de Alonso Martínez)
- Santa Engracia: Plaza de Alonso Martínez, 4 (angolo con Calle de Santa Engracia, 4, e Calle de Almagro)

Ingresso Hermanos Álvarez Quintero aperto dalle 6:00 alle 21:40
- Hermanos Álvarez Quintero Calle de Sagasta, 30 (angolo con Calle de los Hermanos Álvarez Quintero)